# Universe (gra komputerowa)
Universe – komputerowa gra przygodowa typu wskaż i kliknij w gatunku space opera, stworzona w 1994 roku przez firmę Core Design i wydana na platformy Amiga oraz DOS.